# 熊本県道330号熊本山鹿自転車道線
熊本県道330号熊本山鹿自転車道線（くまもとけんどう330ごう くまもとやまがじてんしゃどうせん）は、熊本県熊本市中央区から山鹿市に至る一般県道（自転車道）である。ゆうかファミリーロードの愛称が付けられている。
熊本市中央区島崎から熊本市北区植木町鐙田までの間は、ほぼ井芹川に沿っている。また、熊本市北区植木町鐙田から山鹿市にかけての区間は、山鹿温泉鉄道の廃線跡でもある。

## 概要

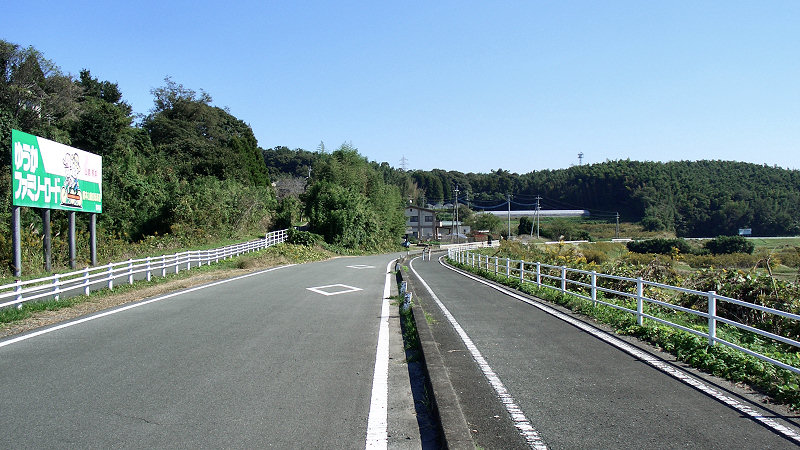
沿線風景（植木町鐙田）

この道路には熊本と山鹿を結ぶ意味を込めて「ゆうか（熊鹿）ファミリーロード」の愛称が付けられている。
沿道には休憩施設を兼ねた駐輪場が設けられるなど整備は行われている。しかし、一部で一般道路と重複する区間、道幅が極端に狭くなる区間、また階段が数カ所あるなど自転車の走行が困難な箇所もある。
- 陸上距離：32.6km
- 起点：熊本県熊本市中央区島崎1丁目（段山橋（だにやまばし））
- 終点：熊本県山鹿市石（国道443号交点）

## 沿革
- 1974年 路線認定。
※当初、告示では起点が「熊本市新町1丁目」、終点が「山鹿市山鹿」となっていた（現在はそれぞれ「熊本市」「山鹿市」となっている）。
- 1992年 全線開通。

## 通過する自治体
- 熊本県
  - 熊本市（中央区 - 西区 - 北区） - 山鹿市

## 主な接続道路
- 国道3号
- 国道208号
- 国道443号
- 熊本県道1号熊本玉名線
- 熊本県道31号熊本田原坂線（熊本市西区池田4丁目 - 北区徳王町および熊本市北区硯川町で重複）
- 熊本県道3号大牟田植木線
- 熊本県道53号植木インター菊池線（熊本市北区植木町豊田 - 伊知坊で並走）
- 熊本県道16号玉名山鹿線
- 熊本県道332号小天下硯川線
- 熊本県道101号植木河内港線
- 熊本県道113号玉名植木線
- 熊本県道198号田底鹿本線
- 熊本県道301号方保田山鹿線

## 周辺情報
- JR鹿児島本線 植木駅 - 西里駅 - 崇城大学前駅 - 上熊本駅
- 崇城大学
- 熊本保健科学大学
- 山鹿温泉
- 植木温泉
- 井芹川
- 菊池川